# Wahlenbergia congesta
Wahlenbergia congesta là loài thực vật có hoa trong họ Hoa chuông. Loài này được (Cheeseman) N.E.Br. miêu tả khoa học đầu tiên năm 1913.